# Rally Zasavje
Rally Zasavje je kot že samo ime pove doma v Zasavju natančneje v Trbovljah. Organiziran je bil trikrat prvič leta 2002. Rally je organiziran s strani AK Zasavje pod vodstvom Samo Količa. Na vseh treh izvedbah smo dobili tri različne zmagovalce in vsi trije so na koncu sezone postali državni prvaki.

## Zmagovalci
| Leto | Dirkač          | Sovoznik       | Dirkalnik              |
| ---- | --------------- | -------------- | ---------------------- |
| 2002 | Tomaž Jemc      | Matjaž Korošak | Ford Escort WRC        |
| 2003 | Mitja Klemenčič | Jernej Korpar  | Mitsubishi Lancer EVO5 |
| 2006 | Boštjan Logar   | David Kalan    | Mitsubishi Lancer EVO8 |